# Dusona viveki
Dusona viveki är en stekelart som beskrevs av Gupta 1977. Dusona viveki ingår i släktet Dusona och familjen brokparasitsteklar. Inga underarter finns listade i Catalogue of Life.